# Soós Zoltán (költő)
Soós Zoltán (Hajdúnánás, 1935. július 6. – Budapest, 2015. augusztus 2.) magyar költő.

## Élete
Édesapja, aki motorszerelő volt, 1945 márciusában meghalt málenkij robotban a Szovjetunióban. Soós Zoltán vasesztergályosként 1952-ben szabadult. Szakmunkásvizsgája után egy évig az „Ózdi Vasas” című üzemi lap munkatársa. A helyi lapban jelentek meg versei, majd országos irodalmi lapokban is (ÉS, Kortárs, Új Írás stb.). [forrás?] majd az Ózdi Szakszervezeti Központi Könyvtár munkatársa. Közben levelező tagozaton leérettségizett. Hazatért Hajdúnánásra, 1955-ben az ottani városi könyvtár vezetője lett, 1956-1957 között a városi kultúrotthon igazgatója. 1958-ban Budapestre költözött.
1958-1961 között a Népművelési Intézet módszertani előadója. 1961-ben a Fiatal Művészek Klubjának igazgatója lett. 1961-től 1962-ig kulturális akadémiai hallgató. 1962-től 1963-ig a Magvető Könyvkiadó propagandistája.
1964-től 1968-ig a Magyar Hajó- és Darugyár könyvtárosa, 1968-tól 1970-ig a "Hajó-Daru" újságírója. 1971-től 1972-ig az Országos Pályaválasztási Tanácsadó Intézet műszaki ügyintézője. 1972-től 1976-ig a Magyar Hajó- és Darugyár munkaügyi előadója.
1976-tól szabadfoglalkozású író. Az Irodalmi Alapnak 1953 óta, a Magyar Írószövetségnek 1966 óta, a Magyar Újságírók Szövetségének 1968 óta tagja. A rendszerváltást követően - megélhetési lehetőségként - a Népszabadságnál helyezkedett el, mint biztonsági őr. Innen ment nyugdíjba 1995-ben. A nyilvánosságtól visszavonult nyugdíjasként legkedveltebb időtöltése családfájának levéltári kutatása volt, de lelkesen foglalkozott a buddhizmussal is. 2015. Augusztus 2-án hunyt el 80 éves korában. Kívánsága szerint hamvait kedvenc egykori hajógyára és a sólyatér közelében bocsátották a Duna vizére.
Soós Zoltán költői pályáját idilli, falusi pillanatképekkel kezdte; a nagyváros és a munkássors élményvilága azonban hamarosan egyeduralkodóvá vált költészetében. Első kötete (Napébresztő, 1963) máris ráirányította a közfigyelmet, mely egyfelől széles közönségsikerben, másfelől – indokolt – kritikus észrevételekben nyilvánult meg. Írásainak témája: a nagyüzemi munkások, orenburgi építők, olajbányászok, katonák, bűnüldözők - költészeti munkásságának kezdetén falusi idillek is megjelentek verseiben. Rá- és beleérzései ösztönösen találóak voltak, érdeklődési köre, kíváncsi szellemisége mindig friss volt.

## Költészetének jellemzői
Témáit szülővárosa körülményeiből (családi, néphagyományi) és a munkásélet köréből merítette. A későbbiek során bűnügyi és katonai tárgykörből írt. Rímes-szójátékos, epigrammatikus és szonettes-mesterszonettes formák jellemzik költészetét. Következetes képviselője a mindennapok igazsága kimondásának. Elkötelezett közösségi érzelmű, mindenkit a KÖZért végzett következetes tettei, munkája alapján ítél igazságosan. Soha sem „fért bele” az ún. hivatalos (irodalom)politika kedvencei sorába, bár nem egyszer a belsőből vezérelt opponáló hangja miatt néha úgy ítélték egyes (akár olvasói) körökben is.[forrás?] Bátor hangú bökversei, csipkelődően ironikus-önironikus hangvételű „odamondogatásai”, valamint fennkölt hangú, emberien esendő vallomásai egyaránt jellemzik költészetét, magatartását. A költő 1967-ben SZOT-díjat kapott.

## Kötetei
- Napébresztő; Magvető, Bp., 1963
- Aggódnak érted; Magvető, Bp., 1965
- Gorombakovácsok; Magvető, Bp., 1966
- Soós Zoltán játékos versezete Pityeri harckocsizó hihetetlen, ám többnyire hősies kalandjairól; Zrínyi, Bp., 1967
- Játék a fegyverekkel. Szonettek; Zrínyi, Bp., 1969
- Sólyatéri tél; Magvető, Bp., 1972
- Sólymok között egy veréb. Versek; Zrínyi, Bp., 1976
- Új versek és Gorombakovácsok; Magvető, Bp., 1977
- Tűzpecsét az égen. Sivatagi rakétás napló; Zrínyi, Bp., 1978
- Pohárköszöntő. Egy megtért alkoholista viszontagságaiból; Alkoholizmus Elleni Országos Bizottság Titkársága–Magyar Vöröskereszt, Bp., 1978
- Hátországi portya; Zrínyi, Bp., 1982
- Kútölők; Zrínyi, Bp., 1983
- Egyszer volt Orenburg; Zrínyi, Bp., 1984
- Narkotikum; az Alkoholmentes Klubok Fóruma 1985/4. karácsonyi melléklete; Bp., 1985 (részben angol nyelvű)
- Hadijátékok; Zrínyi, Bp., 1986
- Járőr nyomán; BM Határőrség Politikai Csoportfőnöksége, Bp., 1986
- A furuszár forog; Zrínyi, Bp., 1987
- Ágyúval verébre; Ifjúsági Lap és Könyvkiadó, Bp., 1987 (IM exkluzív)
- Értő bíráim ti lehettek; Zrínyi, Bp., 1988
- Piások Bicskakönyve. Versek; szerzői, Bp., 1995
- Aktuális régi versek; Soós Zoltán: Mulat a Vezér. Válogatott versek 1951-1985 (Baranyi Ferenc Hegyibeszéd c. kötetével egybekötve); K. u. K., Bp., 1995
- Bökversnapló 1985-1995; szerzői, Bp., 1996 (Z-füzetek)

### Subah Zoltán álnéven
- Márta. Zichy Mihály „Szerelem” című albumából 15 lap melléklettel; Művészetpártolók Első Magyar Nosztalgia Egylete, Budapest, 1988
- Márta. Zichy Mihály „Szerelem” című albumából 15 lap melléklettel; 2. bővített és javított kiadás; Anivid, Budapest, 1989
- Márta, folytassuk!; ill. Zichy Mihály „Szerelem” című teljes albuma; PallWest, Budapest, 1990